# Liste der Biografien/Hio
Liste der Biografien |
Portal Biografien |
Personensuche
# |
A |
B |
C |
D |
E |
F |
G |
H |
I |
J |
K |
L |
M |
N |
O |
P |
Q |
R |
S |
T |
U |
V |
W |
X |
Y |
Z |
?
 
Ha |
Hd |
He |
Hi |
Hj |
Hk |
Hl |
Hm |
Hn |
Ho |
Hr |
Hs |
Ht |
Hu |
Hv |
Hw |
Hy
 
Hia |
Hib |
Hic |
Hid |
Hie |
Hif |
Hig |
Hih |
Hii |
Hij |
Hik |
Hil |
Him |
Hin |
Hio |
Hip |
Hir |
His |
Hit |
Hiv |
Hiw |
Hix |
Hiy |
Hiz
Die Liste der Biografien führt alle Personen auf, die in der deutschsprachigen Wikipedia einen Artikel haben. Dieses ist eine Teilliste mit 14 Einträgen von Personen, deren Namen mit den Buchstaben „Hio“ beginnt.

## Hio

### Hiob
- Hiob (* 1942), russischer Theologe und geistlicher Schriftsteller, Archimandrit im Moskauer Sretenskij-Kloster
- Hiob (* 1981), deutscher Rapper
- Hiob von Dobeneck († 1521), Bischof von Pomesanien (1501–1521)
- Hiob von Potschajiw († 1651), ukrainischer Abt und Heiliger der orthodoxen Kirche
- Hiob, Hanne (1923–2009), deutsche Schauspielerin
- Hiob, Johannes (1907–1942), estnischer Komponist und Organist

### Hiok
- Hioki, Eki (1861–1926), japanischer Diplomat
- Hioki, Tsutomu, japanischer Astronom

### Hiol
- Hiolski, Andrzej (1922–2000), polnischer Opernsänger (Bariton)Andrzej Hiolski (1922–2000)

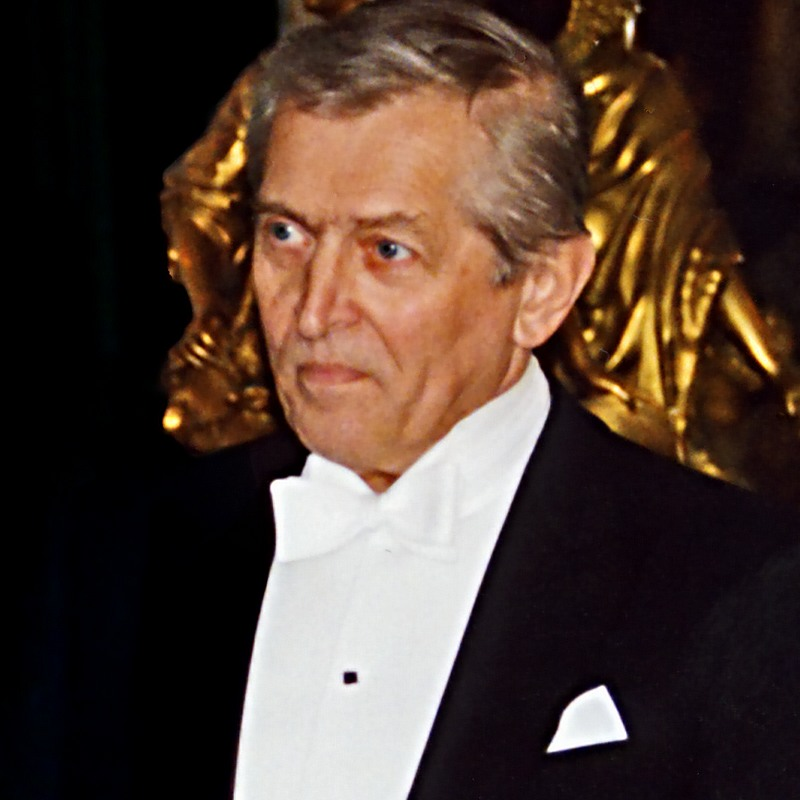
Andrzej Hiolski (1922–2000)

### Hion
- Hiong, King-lai (1893–1969), chinesischer Mathematiker

### Hior
- Hiorns, Roger (* 1975), britischer Künstler
- Hiort af Ornäs, Barbro (1921–2015), schwedische Schauspielerin
- Hiort, Olaf (* 1961), deutscher Mediziner und Hochschullehrer
- Hiort-Lorenzen, Elna (1902–1997), dänische Krankenschwester, Pflegedirektorin, Krankenpflege-Funktionärin